# J-BIS
J-BIS（Japan Biometrics Identification System）とは、外国人の出入国管理を目的として日本の空港や港に導入されている生体認証を用いた人物同定システムである。入国審査を行うブースに置かれた機器で、入国を希望し上陸の申請を行う人物の、両手の人さし指の指紋採取と顔写真の撮影を行うと同時に、出入国在留管理庁作成のリストと照合を行い、犯罪者や過去に退去強制（強制送還）等の処分を受けた外国人の再入国を防ぐ効果を期待され導入された。2007年11月20日に、成田国際空港、羽田空港国際線ターミナル、関西国際空港、中部国際空港を含む、全国の27空港と126港で運用が開始された。

## 概要
従来の上陸前審査では、入国を希望する人物が氏名を変更していたり、別名義のパスポートを所持していた場合、入国審査で過去に退去強制になっていたり犯罪歴がある人物との同一性を見破ることは困難であった。2001年（平成13年）9月11日のアメリカ同時多発テロ事件を受けて、日本国政府は出入国管理及び難民認定法（入管難民法）の改正に踏み切った。
2007年（平成19年）11月20日、入管難民法改正が施行され、「特別永住者、外交官、政府招待者、16歳未満の者、日本国籍保持者」以外の訪日外国人は、入国審査にあたり、両手の人さし指の指紋採取と顔の写真撮影が義務・必須化された。同様の制度を導入するのはアメリカ合衆国のUS-VISITに続き、世界で2番目となった。
指紋と顔写真のデジタルデータは、空港から出入国在留管理庁のサーバに送られ、5秒前後でいわゆるブラックリストと照合される。同リストには国際刑事警察機構（ICPO）と日本の警察が指名手配した約1万4,000人と、過去に日本から強制退去となった約80万人の外国人の指紋や顔写真が登録されている。入国管理局は、ブラックリストに指紋が載っている人物がJ-BISを通過できる確率は、0.001％と試算をしている。

## J-BISによる入国審査の手続
上陸の申請者は、入国審査ブースに置かれた機器の前に立つ。モニター画面の指示に従い、ガラス板の上に両手の人さし指を置くと、1秒後に指紋を読み取ったことを知らせるチャイム音が鳴る。
次に画面はカメラの絵に変わり、数秒後に画面の上に設置された小型カメラで、入国希望者の顔を撮影する。

## 問題点
- 採取した指紋や顔写真のデータの管理の問題が存在する。
- 日本に住居や家族を持つ外国人永住者が、思想・信条や宗教上の理由から指紋採取を拒否した場合に、戻るべき国がない場合でも退去命令の対象となる[4]。
- 過去に日本から強制退去を受けた人物が、他人の指紋をシール等で指にはりつけ、生体認証システムをくぐり抜けて、再び不法入国した事件が発生している[5]。

## 摘発
システムが導入されてから、指紋を消去または改変して入国審査をすり抜けようとする事例が発生している。2009年（平成21年）1月から10月の間に、入管難民法違反により8人の容疑者が摘発されており、導入から1年間で846人が日本の入国を拒否されている。これに加え、退去強制歴のある韓国人が、指に特殊なテープを貼り付け、日本に入国した事件が発生している。

## 参考資料・脚注
1. ↑  “指紋や顔でチェック　関空でバイオ入国審査実験”. 産経ニュース. (2007年11月12日)
2. ↑  “中部でも入国外国人の指紋採取「当然」「懸念も」”. 中日新聞. (2007年11月20日)
3. 1 2 3 4 5  “来日外国人『指紋・顔写真』義務”. 読売新聞. (2007年11月20日)
4. ↑  「改正入管法と外国人の「指紋情報強制採取」に関する質問主意書」 衆議院議員 保坂展人ブログ
5. ↑  “他人の指紋で生体認証通過か”. 産経ニュース. (2009年7月29日)
6. ↑  “入国審査、指紋細工で告発８人　１～１０月、法務省集計”. 47news. (2009年12月6日)